# Небра (Унструт)
Небра (њем. Nebra) град је у њемачкој савезној држави Саксонија-Анхалт. Једно је од 43 општинска средишта округа Бургенланд. Према процјени из 2010. у граду је живјело 3.039 становника. Посједује регионалну шифру (AGS) 15084360.

## Географски и демографски подаци
Небра се налази у савезној држави Саксонија-Анхалт у округу Бургенланд. Град се налази на надморској висини од 150 метара. Површина општине износи 17,8 km². У самом граду је, према процјени из 2010. године, живјело 3.039 становника. Просјечна густина становништва износи 170 становника/km².